# Штеттен (Бодензее)
Штеттен (нім. Stetten) — громада в Німеччині, знаходиться в землі Баден-Вюртемберг. Підпорядковується адміністративному округу Тюбінген. Входить до складу району Бодензее.
Площа — 4,30 км2. Населення становить 1031 ос. (станом на 31 грудня 2020).